# Styphnolobium caudatum
Styphnolobium caudatum là một loài thực vật có hoa trong họ Đậu. Loài này được M.Sousa & Rudd miêu tả khoa học đầu tiên.